# 中村延和
中村延和（Toshimaru Nakamura）是一位日本音乐家，活跃在自由即兴音乐场景和日本音响系运动。
他起初演奏摇滚吉他，但是逐渐的开始探索其他类型的音乐，最终甚至抛弃吉他：开始使用電路擾動来制作音乐。他在现场演出中使用调音台作为自己的乐器：将调音台的输入接到输出，接着调整以此造成的音频反馈。这种演奏方式被称作是无输入调音台（英语：No Input Mixing Board）。
1992年，中村组建了自己的第一个乐团A Paragon of Beauty。除了录制自己的独奏专辑，他还与多位音乐家有过合作，包括Sachiko M、大友良英、基思·罗、约翰·布彻、尼古拉斯·巴斯曼、杉本拓、秋山徹次和杰森·卡恩。

## 音乐作品

### 独奏专辑
- "No-input Mixing Board" （Zero Gravity, 2000年）
- "No-input Mixing Board 2" （A Bruit Secret. 2001年）
- "No-input Mixing Board #3" （Alcohol, 2003年）
- "Vehicle" （cubic music, 2002年)
- "Side Guitar" （Improvised Music from Japan, 2003)
- "Dance Music" （Botttrop-Boy, 2008年)
- "Egrets" （Samadhisound, 2010年)
- "Maruto" （Erstwhile Records, 2011年)
- "No Input Mixing Board #8" （Oral Records /The Dim Coast, 2013年)